# Fantasyserier
En fantasyserie är en tecknad serie inom den så kallade fantasy-genren, en genre som även existerar inom litteratur, film, television, bildkonst, musik och spel. 
Fantasy har varit en given genre i seriernas värld ända sedan mediets barndom. Ett tidigt exempel är "Lille Nemo i Drömrike" från 1905-1911. Under slutet av 1900-talet ökade genrens popularitet enormt, inom seriemediet dels med traditionell Sword and Sorcery som "Conan" och "Alverfolket", men också med vuxenserier som "Sandman" och "Cerebus". Även mangaexplosionen i väst gjorde att nya typer av fantasy slog igenom.

## Kända fantasyserier
- Alverfolket
- Bone
- Cerebus
- Dragon Ball
- Filemon
- Lille Nemo i Drömrike
- Percevan
- Sandman
- Smurfarna
- Thorgal
- Valhall